# Benz Truck (гелик)
«Benz Truck (гелик)» или просто «Benz Truck» (с англ. — «Гелик») — песня американского рэпера Lil Peep, выпущенная 9 июня 2017 года в качестве первого сингла с дебютного студийного альбома Come Over When You’re Sober, Pt. 1. Композиция названа в честь дорогостоящего автомобиля марки Mercedes-Benz G-класс, также именуемого «гелик». Песня является характерным примером эмо-рэпа, сочетая в своём звучание рэп-рока, трэпа и альтернативного хип-хопа.
Песня часто упоминается в ряду ключевых песен Lil Peep, а также среди композиций, позволивших эмо-рэпу выйти в мейнстрим. Благодаря «Benz Truck» и клипу на него Lil Peep приобрёл популярность в России.

## История
Музыкальное видео для песни было выпущено одновременно с синглом 9 июня 2017 года. Клип снимался в Котсуолд-Хилс и в Москве, когда музыкант был в турне по миру. Начальная заставка и часть клипа сопровождаются субтитрами на русском языке. Он также изобилует различными отсылками к массовой культуре: во вступлении, припеве и концовке песни фраза «Lil Bo Peep» отсылает к детскому стишку о маленькой девочке по имени Бо, потерявшей овцу. В песне «Gym Class» музыкант использует то же выражение. В строчке «In the back of the club with the GothBoiClique» он упоминает эмо-рэп-коллектив GothBoiClique, в котором ранее состоял. Выражением «Drugs in my nose, good drugs in my cup» Lil Peep говорит о том, что употреблял кокаин через нос, а «хорошим наркотиком в чашке» исполнитель назвал напиток лин. По его словам, эти рекреационные наркотические напитки он принимал из-за депрессии и эмоциональных травм.
В феврале 2018 года на веб-сайте Genius было опубликовано видео, в котором продюсер Smokeasac представил цифровую звуковую рабочую станцию, подробно рассказывая о каждом шаге создания «Benz Truck» и о знакомстве с Lil Peep. Он поэтапно разобрал производственный процесс, демонстрируя работу с продюсером американского музыкального коллектива Green Day Робом Кавалло и басистом Хуаном Альдерете, и объяснил, что перепады громкости вокала Lil Peep связаны с фильтром для гитары, который он использовал, чтобы сделать звучание более «попсовым».

## Приём

### Критика
Критики положительно встретили композицию, высоко оценив слияние рока и хип-хопа в музыке исполнителя. Риан Дейли (англ. Rhian Daly) из NME включила «Benz Truck» в список лучших песен Lil Peep, прокомментировав, что под мелодию эмо-гитары рэпер упоминает своё восхождение к успеху, заявляя, что деньги не изменят его, но при этом намекает на привычки, которые в конечном итоге приведут к его смерти. Журналист The Flow отметил, что в данной композиции рэпер обращается к року, читая «напевный и страстный рэп» под аккомпанемент гранжевых гитар и трэповых ударных.
Члены редакции веб-сайта The Musical Hype писали, что «Benz Truck» «выделяется из общей массы» песен: с самого начала «мрачный» звук вызывал «дурное предчувствие», в то время как припев песни, несмотря на его неглубокое содержание, «гипнотизирует и цепляет». По мнению рецензента Райана Домбала из Pitchfork, название песни и её текст вызывают чувство «печали, почти жалости». Описывая музыкальный стиль песни, он также указал на присутствие «фирменных эмо-гитар Lil Peep, переплетённых с трэп-хай-хэтами», а также «немного усталый голос» исполнителя. В заключение Домбал назвал видеоклип к песне произведением гот-поп-арта, а также заметил, что по сравнению с другими песнями рэпера эта композиция «уникальна» своим звучанием. Ещё один обозреватель этого же портала, Шелдон Пирс, также обратил внимание на звучание голоса Lil Peep на треке, охарактеризовав его как «сонливое».

### Коммерческий успех
Песня была выпущена в качестве сингла к готовящемуся дебютному альбому Lil Peep, Come Over When You’re Sober, Pt. 1, который вышел спустя месяц. Композиции сопутствовал умеренный успех: попав во многие чарты мира, лучшими результатами «Benz Truck» стали десятое место в Латвии и второе в Молдове. Тем не менее после смерти Lil Peep осенью того же года интерес к его творчеству резко возрос, в результате чего к январю 2020 году в США было продано свыше 500 000 экземпляров сингла, ставшего, таким образом, «золотым».

## Участники записи
По данным сайта Genius:
- Lil Peep — вокал, текст
- Роб Кавалло[англ.] — гитара, текст
- Хуан Альдерете[англ.] — бас, текст
- Smokeasac — продюсер, текст
- The Invisible Men[англ.] — сопродюсер

## Чарты
| Чарт (2017—2018)         | Высшая позиция |
| ------------------------ | -------------- |
| Австралия (Spotify)      | 197            |
| Австрия (Spotify)        | 122            |
| Болгария (Spotify)       | 47             |
| Великобритания (Spotify) | 174            |
| Венгрия (Spotify)        | 68             |
| Германия (Spotify)       | 140            |
| Греция (Spotify)         | 110            |
| Ирландия (Spotify)       | 196            |
| Исландия (Spotify)       | 41             |
| Канада (Spotify)         | 102            |
| Латвия (Spotify)         | 10             |
| Литва (Spotify)          | 31             |
| Люксембург (Spotify)     | 100            |
| Мальта (Spotify)         | 88             |
| Мир (Last.fm)            | 3              |
| Мир (Spotify)            | 142            |
| Молдова (iTunes)         | 2              |
| Новая Зеландия (Spotify) | 125            |
| Норвегия (Spotify)       | 147            |
| Польша (Spotify)         | 20             |
| Словакия (Spotify)       | 41             |
| США (Spotify)            | 95             |
| Финляндия (Spotify)      | 102            |
| Чехия (IFPI)             | 39             |
| Чехия (Spotify)          | 32             |
| Швейцария (Spotify)      | 110            |
| Швеция (Spotify)         | 112            |
| Эстония (Spotify)        | 17             |

## Сертификации
| Регион | Сертификация | Продажи   |
| --- | ------------ | --------- |
| Австралия (ARIA) | Золотой      | 35 000    |
| Великобритания (BPI) | Серебряный   | 200 000   |
| США (RIAA) | Платиновый   | 1 000 000 |
| * Данные о продажах приведены только на основе сертификации. · ^ Данные о тиражах приведены только на основе сертификации. · Данные о продажах + прослушиваниях приведены только на основе сертификации. |              |           |